# Bananya
Bananya (ばなにゃ?) è una serie televisiva anime prodotta da Gathering e diretta da Kyō Yatate, trasmessa in Giappone tra il 4 luglio e il 26 settembre 2016. In varie parti del mondo gli episodi sono stati trasmessi in streaming, in contemporanea col Giappone, da Crunchyroll.

## Trama
La storia segue le vicende di un gatto bianco che vive dentro una banana.

## Personaggi
Narratore
Doppiato da: Yoshikazu Ebisu
Bananya (ばなにゃ?)
Doppiato da: Yūki Kaji
Tora Bananya (とらばなにゃ?)
Doppiato da: Ayumu Murase
Bananyako (ばなにゃ子?)
Doppiato da: Ayumu Murase
Kuro Bananya (くろばなにゃ?)
Doppiato da: Yūki Kaji
Kenaga Bananya (けながばなにゃ?)
Doppiato da: Yūki Kaji
Sabatora Bananya (さばとらばなにゃ?)
Doppiato da: Ayumu Murase
Oyaji Bananya (おやじばなにゃ?)
Doppiato da: Yūki Kaji
Baby Bananya (ベビーばなにゃ?, Bebī Bananya)
Doppiato da: Ayumu Murase
Mike Bananya (みけばなにゃ?)
Doppiato da: Yūki Kaji
Tabananyatachi (たばなにゃたち?)
Doppiato da: Ayumu Murase
Nezumi (ねずみ?)
Doppiato da: Ayumu Murase

## Produzione
Il progetto anime è stato annunciato nel febbraio 2016 insieme a una campagna di crowdfunding per supportarne l'iniziativa. La serie televisiva, prodotta da Gathering per la regia di Kyō Yatate, è andato in onda dal 4 luglio al 26 settembre 2016. La sigla di chiusura è Lucky Holiday (ラッキーホリデー?, Rakkī Horidē) di Axell con Yūki Kaji. 

### Episodi
| Nº | Titolo                                                                                    | In onda           |
| -- | ----------------------------------------------------------------------------------------- | ----------------- |
| 1  | "Il gattino che viveva in una banana" "Bananya, Nya" (ばなにゃ、にゃ)                     | 4 luglio 2016     |
| 2  | "Bananya e amici, Nya" "Bananya, Nakamatachi Nya" (ばなにゃ、なかまたちにゃ)              | 11 luglio 2016    |
| 3  | "Bananya guarda la TV, Nya" "Bananya, Terebi Nya" (ばなにゃ、てれびにゃ)                  | 18 luglio 2016    |
| 4  | "Bananya e il topo, Nya" "Bananya, Nezumi Nya" (ばなにゃ、ねずみにゃ)                     | 25 luglio 2016    |
| 5  | "Bananya e il frigorifero, Nya" "Bananya, Reizouko Nya" (ばなにゃ、れいぞうこにゃ)        | 1º agosto 2016    |
| 6  | "Bananya esce, Nya" "Bananya, Odekake Nya" (ばなにゃ、おでかけにゃ)                       | 8 agosto 2016     |
| 7  | "Bananya nel mezzo della notte, Nya" "Bananya, Mayonaka Nya" (ばなにゃ、まよなにゃ)       | 15 agosto 2016    |
| 8  | "Bananya e il gatto randagio, Nya" "Bananya, Noraneko Nya" (ばなにゃ、のらねこにゃ)       | 22 agosto 2016    |
| 9  | "Bananya nel bagno, Nya" "Bananya, Basurūmu Nya" (ばなにゃ、ばするーむにゃ)               | 29 agosto 2016    |
| 10 | "Bananya e il palloncino, Nya" "Bananya, Fūsen Nya" (ばなにゃ、ふうせんにゃ)              | 5 settembre 2016  |
| 11 | "Bananya fa una passeggiata, Nya" "Bananya, Osanpo Nya" (ばなにゃ、おさんぽにゃ)          | 12 settembre 2016 |
| 12 | "Il pisolino pomeridiano di Bananya, Nya" "Bananya, Ohirune Nya" (ばなにゃ、おひるねにゃ) | 19 settembre 2016 |
| 13 | "Bananya e il compleanno, Nya" "Bananya, Otanjōbi Nya" (ばなにゃ、おたんじょうびにゃ)     | 26 settembre 2016 |